# Accesibilidad cognitiva
La accesibilidad cognitiva es la propiedad de entornos, edificios, procesos, bienes, productos, servicios, objetos o instrumentos, herramientas y dispositivos que resultan fáciles de entender. Junto con la accesibilidad física y la accesibilidad sensorial, forma parte indisoluble de la accesibilidad universal.
Desde el punto de vista del hábitat, para que este resulte accesible es necesario que entornos y edificios de uso público y privado sean fácilmente comprensibles para poder ser utilizados por todas las personas con independencia de sus cualidades o estado. Cualquier persona debería poder orientarse sin impedimentos ni barreras físicas o de la percepción. Para ello se deben crear las condiciones o apoyos espaciales a través de un diseño cognitivamente accesible de entornos y edificios, utilizando un lenguaje comprensible para todos.
Es frecuente hablar de este concepto haciendo referencia a otros procesos de la cognición, pero asociado a la accesibilidad universal el que se describe aquí trata sobre el hábitat: "la plataforma de interacción entre todos los seres es el medio físico, el espacio que habitamos". La accesibilidad cognitiva al hábitat permite que todas las personas puedan disfrutar de los servicios que la sociedad ofrece (que también deben ser accesibles y usables) para la igualdad de derechos.
Conviene centrar a la accesibilidad cognitiva en su contexto:
1. En función de la evolución del concepto de discapacidad a partir del siglo XXI (año 2002)
2. Artículos de la Convención de Derechos de las personas con discapacidad (2006)
3. Teniendo en cuenta a la persona como centro y al sistema espacial de apoyos como contexto: el hábitat.

## Derechos humanos
Considerando lo establecido en la Convención sobre los derechos de las personas con discapacidad, la accesibilidad es un derecho que implica la posibilidad real de una persona de ingresar, transitar, permanecer y salir de un lugar de manera segura, confortable y autónoma. Vinculado a esto, hay dos consideraciones: no todas las personas tienen las mismas capacidades y no todos los espacios son iguales en materia de accesibilidad. La Convención fue aprobada por la Asamblea general de la ONU en 2006, ratificada y en vigor en España el 30 de marzo de 2008. Sin embargo, hay colectivos que por falta de accesibilidad, física sensorial y cognitiva no pueden disfrutar de sus derechos, aquellos que la Convención y las leyes españolas le han otorgado.
La accesibilidad como derecho requiere que se cumplan una serie de principios o postulados que son universales y otros que pertenecen al diseño de entornos y edificios para completar el círculo de seguridad, confortabilidad y autonomía para la inclusión de todas las personas. Estos principios se derivan de las condiciones o capacidades que tienen todas las personas: físicas, sensoriales y mentales.

### El sistema de apoyos
El fundamento del sistema de apoyos previsto en la Convención debe garantizar el ejercicio de sus derechos a las personas con discapacidad.
A la luz de los principios recogidos en el artículo 3 de la Convención, en particular, la libertad individual, la autonomía personal y la dignidad, la constitución de los apoyos permitirá acompañar a la persona con discapacidad en el ejercicio de sus derechos y conjurar el conflicto de intereses y la influencia indebida.
Dicho de otro modo, los apoyos deben respetar la libertad individual, la autonomía personal y la dignidad de las personas con discapacidad en el ejercicio de sus derechos, de suerte que el artículo 12 se convierte en un “prius” (Cristina Guilarte Martín-Calero) que asegura el ejercicio de los demás derechos reconocidos en la Convención en igualdad de condiciones con los demás.
La accesibilidad cognitiva crea a través del espacio como sistema de apoyos, condiciones para la inclusión: cuando esta existe, es posible y cuando no, las personas necesitan apoyos externos, humanos o técnicos para desenvolverse en los entornos y edificios.
Tiene un valor social y un importante valor añadido: permite la incorporación del conjunto de personas a las actividades sociales y económicas, cada una con su diversidad funcional.

## Normativa vigente en España
El encuadre sobre derechos de personas con discapacidad es la Ley General de Derechos de las personas y su inclusión social, aprobada en 2013.
En las normas vigentes, específicas sobre accesibilidad universal del estado español: Requisitos DALCO (Norma UNE 170001-1:2007) y Código Técnico DBA SUA actualizado a diciembre de 2019, y normas redactadas por las comunidades autónomas no hay referencias de tipo formal, dimensional o de diseño sobre accesibilidad cognitiva. A excepción de las normas generales sobre señales. Se cita este comentario del CERMI por su disposición a que esta situación se vea modificada. Tratándose de una plataforma de encuentro y acción política de las personas con discapacidad en España recoge los intereses de muchas organizaciones y miles de personas.

La accesibilidad cognitiva, cuyo desarrollo ha sido posterior al de otras modalidades de la accesibilidad universal como la del entorno construido, la de los espacios urbanos, la del transporte o comunicación, por poner los ejemplos más consolidados, carece de normativa reguladora, por lo que nuestra legislación no protege adecuadamente los derechos y la inclusión de las personas que necesitan determinados códigos para entender e interpretar el entorno, interactuando de modo autónomo e independiente. CERMI 18/05/2013. Publicado en CEAPAT: 25 años. 12 meses, 12 retos. Introducción al reto 10, Accesibilidad Cognitiva, en página 8.

## Enfoques
No hay un enfoque global, postura o normativa internacional o nacional. Se desconocen documentos internacionales sobre accesibilidad cognitiva como materia con principios y métodos de trabajo propios, creados a partir del sistema de apoyos que señala la Convención y cuyo objetivo explícito e implícito sea diseñar los espacios con un vocabulario comprensible: el lenguaje espacial como apoyo.
Los especialistas y publicaciones muestran su inclinación hacia una u otra manera de entender la materia a través de sus postulados de partida, metodologías, manejo de diversas técnicas y manera de considerarlas, aunque todas puedan ser finalmente complementarias.
En este artículo se incluye lo publicado en España, incluso aquello que no se refiere al hábitat, pero como se denominan (en título o interior) accesibilidad cognitiva, se incorpora porque enriquece este ámbito del conocimiento. No se incluye aquello en cuyo origen no hay una referencia explícita a la accesibilidad cognitiva (sistema de apoyos según la Convención) aunque por algunos autores se considere perteneciente a esta materia.
A partir de los textos encontrados se podrían deducir los siguientes:
- Enfoque espacial del sistema de apoyos, diseño accesible como apoyo para la orientación en el hábitat, se basa en aspectos teóricos, investigaciones científicas y experimentales, de la percepción, recepción y almacenamiento cerebral (corteza cerebral e hipocampo). Implicaciones de las neuronas de concepto en procesos de generación y mantenimiento de la/las memoria/s y funcionamiento del GPS cerebral. Desarrolla un modelo propio de diseño y una metodología de trabajo participativa con usuarios para la orientación en el hábitat.
- Enfoque de sistemas gráficos: Interés por el uso de gráficos y pictogramas para la orientación.
- Enfoque psicológico, énfasis en las capacidades cognitivas.
- Enfoque de comunicación por lectura fácil, compatible con los anteriores, no determinante de la orientación espacial.
- Sistémico: todos compartiendo métodos y resultados. Requiere formación transversal en las universidades y centros de formación, en todos los estadios de la educación primaria y media.

### Diseño espacial como apoyo a la autonomía personal
A través de diversos aportes teórico-científicos y experimentales se desarrolla un modelo de diseño que incluye una metodología que incorpora de manera participativa a personas con diversidad funcional en las evaluaciones. Modelo para diseñar espacios accesibles. Espectro cognitivo y Accesibilidad cognitiva. Modelo para diseñar espacios accesibles.
Este enfoque prioriza el diseño espacial (sistema de apoyos) antes que la colocación de elementos gráficos, señales o textos. Estos se colocan cuando entornos y edificios no puedan ser diseñados ex novo. En caso de que sean entornos o edificios existentes se recurre a elementos identificados con soluciones espaciales antes que textuales o gráficas; estas se incorporan en los lugares clave para que sustituyan la ausencia de un diseño cognitivamente accesible.

### Fortalecimiento de capacidades y tipos de memoria como apoyo a la autonomía personal
A partir de las investigaciones en materia de memoria y GPS cerebral (Premios Nobel 2014) la memoria pasa a tener una función determinante en la orientación espacial. Ya se puede afirmar (Morgado Bernal, 2014) que las memorias, entre ellas el reconocimiento y el recuerdo, y las estrategias de la memoria alocéntrica y egocéntrica, tienen un valor inestimable en la orientación espacial y por lo tanto en la accesibilidad cognitiva.
Este enfoque aparece explicitado en Evaluación de la accesibilidad cognitiva. Claves científicas para fortalecer el rol del evaluador con diversidad funcional. Es convergente con el de los especialistas que en el ámbito de la educación señalan: “No se considera, insisto, que la inteligencia es una construcción social y cultural cuyo desarrollo depende del aprendizaje; se interpreta que una persona es inteligente y que por eso aprende, cuando en realidad es justamente al revés: aprende y al aprender se vuelve inteligente”. (Entrevista a Miguel López Melero, Proyecto Roma).

### Capacidades cognitivas
ONCE y Fundación ONCE publican un documento que ha cimentado uno de los primeros enfoques sobre la accesibilidad cognitiva. Este trabajo, que se inicia en el año 2008 y continúa en 2009, comienza enunciando las capacidades cognitivas de las personas con discapacidad intelectual que la institución americana The Arc of Texas apuntaba como aquellas que deben guiar las acciones en materia de accesibilidad cognitiva; entre ellas, y teniendo en cuenta las habilidades intelectuales, reducir la necesidad del destinatario de utilizar habilidades complejas, memoria y apelar al mayor número de formatos gráficos y de audio como guía.
Este enfoque fomentó y enriqueció el desarrollo de una línea de trabajo e investigación basada en elementos gráficos priorizando los pictogramas, que se desarrollaron a partir del encuentro entre profesionales especializados en diseño gráfico y personas con discapacidad validando el resultado. El documento es uno de los más completos en esta materia, "Pautas de diseño de pictogramas para todas las personas", que trata únicamente aquellos cuya intención primordial es identificar acciones y lugares asociados a los ambientes urbanos y arquitectónicos: los pictogramas de identificación funcional de espacios y usos asociados.

### Compendio de enfoques 1
25 años del CEAPAT. 12 meses, 12 retos. “Podemos entender la accesibilidad cognitiva como aquello que nos permite comprender la información proporcionada por el entorno, que facilita las actividades que en él se desarrollan…” Tras definir el concepto, especialistas del CEAPAT repasan el estado actual de la accesibilidad cognitiva, deteniéndose en aspectos como la comunicación accesible entre el entorno y la persona, la lectura fácil, el wayfinding y la señalización, incorporando innovaciones de expertos invitados.

### Compendio de enfoques 2
En el año 2015 se lleva a cabo un documento de materiales sobre la materia, unos más cercanos al hábitat y otros menos (como la Lectura Fácil). Han sido recogidos por una organización de asesoramiento y evaluación publicados por el Observatorio de la Discapacidad de España. Se puede encontrar en el noticia del enlace que figura más abajo. (Observatorio de la discapacidad. La accesibilidad cognitiva. Estado de la situación). La noticia de la nota anterior es una síntesis del documento valorada por sus autores.
En la página 55 del informe se indican las organizaciones que han participado y son líderes en la discapacidad. Quedan fuera del esquema los especialistas considerados por el informe como "expertos independientes", que son los que han aportado gran número de publicaciones teóricas y metodológicas en esta materia y que además tampoco figuran en la bibliografía del documento por su fecha de publicación (2015 y 2016).
Comentario de Plena Inclusión Madrid en la entrevista:
"Llegado el momento será necesario no olvidar incluir en los grupos de expertos que trabajen en esa norma, código, ley… a quienes venimos desarrollando pequeños y grandes proyectos en este sentido, y especialmente a los usuarios”.
En una materia tan compleja este tipo de publicaciones (en PDF) son muy importantes pero nacen desactualizados debido a las novedades: publicaciones que se van difundiendo, proyectos que se van ejecutando y formación universitaria que incorpora en sus programas y asignaturas aquellas metodologías que han demostrado su validez científica y experimental.

## Antecedentes

### Antecedentes clave: año 2002-2003
En 2002 se modifica y enriquece el paradigma de la discapacidad intelectual. La Asociación Americana de las Discapacidades Intelectuales o del Desarrollo (AAIDD) promueve un cambio sustancial en el constructo de la discapacidad intelectual. Recoge en su 11.ª edición (2010) la siguiente definición de discapacidad intelectual: “La discapacidad intelectual se caracteriza por limitaciones significativas tanto en funcionamiento intelectual, como en conducta adaptativa, tal y como se ha manifestado en habilidades adaptativas, conceptuales y prácticas. Esta discapacidad se origina antes de los 18 años”. Es a partir de este cambio cuando se van creando conocimientos incipientes en materia de accesibilidad cognitiva teniendo en cuenta el diseño del espacio como apoyo y teniendo en cuenta que estos atributos están actuando como medio entre las habilidades y capacidades y el funcionamiento de las personas. (Luckason y otros, 2002).
Desde el punto de vista primigenio del concepto, uno de los primeros documentos que se publicó dando tratamiento (desde la investigación con usuarios, entornos y edificios) a la accesibilidad cognitiva fue el publicado por PNUD-VNU de Ecuador: Espacios para el bienestar, atención a la diversidad: Derecho a la calidad de vida para la diversidad: entorno, arquitectura, accesibilidad, seguridad, que se hizo específicamente para el Congreso Iberoamericano de Discapacidad de Quito, Ecuador, 2003.
Este texto está fundamentado sobre la investigación "Viviendas accesibles para personas con discapacidad intelectual" que para ser desarrollado recibió en 1996 una Beca Social de la Fundación Mapfre. Temas incluidos: Clasificación previa. Calidad de vida. Personas y personajes. Espacios para el bienestar. Reflexiones finales: Urbanismo y arquitectura para el aprendizaje. Apéndices: El método y las técnicas de investigación. Mecanismos del aprendizaje y la memoria. Estrategias de investigación en la discapacidad intelectual. Se destacan en este documento los conceptos del ABC para el bienestar que debe encontrar su respuesta en un sistema que tenga en cuenta el espacio como organizador funcional y de significados. Conceptos básicos: organización, centro y recintos.

### Experiencias año 2008-2009
La accesibilidad cognitiva ya aparece diferenciada de la condición física y sensorial en el documento digital de la Fundación ONCE y otras instituciones participantes. Se arriba a una propuesta de intervención.
Las capacidades cognitivas son aquellas que se refieren a lo relacionado con el procesamiento de la información, esto es la atención, percepción, memoria, resolución de problemas, comprensión, establecimientos de analogías, entre otras. Con referencia a The Arc of Texas:
- Disminuir la dependencia de la memorización como herramienta para recordar información.
- Utilizar el mayor número de formatos complementarios como sea posible (visual, audio, multi-gráfico).
- Reducir la necesidad del destinatario de utilizar sus habilidades organizativas complejas.
- Presentar en un vocabulario o nivel de lectura que se aproxime al nivel de comprensión de los receptores.

“Las distintas medidas en favor de la accesibilidad cognitiva del medio urbano buscan facilitar la comprensión y la orientación espacio temporal, la memorización y la predicción en los itinerarios, el desenvolvimiento en el transporte y en los edificios de uso público a través de distintos recursos enfocados a servir la información en términos eficaces y comprensivos”. En este enunciado del documento se habla de memorización y predicción. Esto puede ser un antecedente a diferentes enfoques que más adelante se van a trabajar sobre los diferentes tipos de memoria.
La Fundación ONCE continúa con el estudio sobre la accesibilidad del entorno urbano (viabilidad, edificios públicos y trasportes) considerando las capacidades cognitivas de los usuarios, poniendo especial énfasis en las necesidades de las personas con discapacidad intelectual. El estudio, elaborado por Technosite, está recogido en el proyecto “Accesibilidad y capacidades cognitivas: movilidad en el entorno urbano” y fue presentado el 19 de mayo de 2009 en una jornada organizada por la Fundación ONCE que contó con expertos en accesibilidad universal presentando propuestas de intervención.

## Publicaciones
Publicaciones innovadoras propias de la materia, desarrollando conceptos teóricos espaciales y comportamentales, metodologías de intervención espacial y de diseño propios, aparecen a partir de 2013. Desde ese momento se ha avanzado con textos que incluyen metodologías de intervención teórica (social y científica), conceptual e incluyentes.
Las experiencias realizadas en torno a la materia han dado resultados probablemente amplios, sin embargo desde el punto de vista teórico, metodológico y conceptual solo aparecen las publicaciones siguientes que vinculan la necesidad de llevar a cabo ajustes espaciales para que no haya desencuentros con las cualidades funcionales de todas las personas.
Se habla de recuperar una comunicación perdida entre el diseño del espacio y sus protagonistas: aquellos que lo viven, lo disfrutan o lo sufren. Los actores son los técnicos y diseñadores hablando con las personas, grupos y organizaciones ciudadanas.

### El espacio y sus ajustes: modelo y metodología de diseño espacial
En 2013 se comienza a trabajar en accesibilidad cognitiva con conceptos propios de esta materia y en los ajustes espaciales necesarios. Se publica en 2014 el libro que sustenta la metodología para el diseño y evaluación de espacios accesibles: “Modelo para Diseñar Espacios Accesibles, Espectro Cognitivo”.
A partir de este texto y modelo de diseño se publica la Metodología participativa de evaluación de entornos y edificios participando personas con discapacidades intelectuales o del desarrollo capacitadas en el modelo para diseñar espacios accesibles, en información comprensible: de texto, gráfica y experimental. Registro general de la Propiedad Intelectual. Asiento registral: 16/2015/3448. Fecha de divulgación 1/3/2014 según consta en RPI.
Con esta metodología se arriba a tres resultados convergentes:
- Se logra diseñar un sistema organizado de apoyos: espacios accesibles, amigables y comprensibles, fáciles de ser utilizados..
- Se logra que las personas con discapacidades intelectuales o del desarrollo (y otros colectivos) desarrollen capacidades especiales para comprender y evaluar los problemas y barreras del espacio. No se renuncia a la importancia de las capacidades personales, por el contrario, se favorecen y potencian formando parte del aprendizaje, favoreciendo el comportamiento de colectivos vulnerables.
- La inclusión en ámbitos sociales, universitarios y empresariales genera cambios, tanto en las personas que hacen las evaluaciones como en los técnicos y personas participan en las experiencias.

El texto del modelo enuncia lo siguiente en la página 22 (edición 2014):
"Partiendo de estas precisiones iniciales (referencia a las capacidades cognitivas, Fundación ONCE y otras instituciones y The Arc of Texas) se desarrolla un modelo para el diseño y diagnóstico de espacios accesibles. A los aspectos que enuncia The Arc of Texas se incorporan en este documento elementos para el diseño del entorno y de la edificación relacionados con la orientación de las personas. Gracias a las investigaciones realizadas, se puede actuar con facilitadores espaciales y de la percepción para que la accesibilidad cognitiva esté libre de obstáculos, sobre todo de aquellos elementos que actúan como barreras a la movilidad por su capacidad de crear situaciones de estrés, confusión, desorientación e inseguridad:"
- Rompiendo así, el binomio desorientación/barrera.
- Potenciando la autonomía con apoyo humano y sobre todo, sin necesidad de recurrir a ello.
- Utilizando una cantidad mínima de señales, solo las necesarias cuando el espacio no cumple la función de apoyo

#### Principios o postulados
Los postulados o principios universales deben asegurar el ajuste de los espacios, entornos y edificios.
- Neutralizar el efecto laberinto o confusión interna del diseño, principal barrera para la orientación en el espacio, acoplando perfectamente los encuentros en las uniones encrucijadas. Eliminar obstáculos físicos y de la percepción.
- Crear referencias-inferencias con lectura fácil o textos comprensibles de contenido y por su localización espacial. Esta última parte del principio -referencias de lugar- es determinante de la orientación espacial ya que con frecuencia se colocan referencias sin tener en cuenta que en recorridos largos o complejos se producen olvidos una vez que se ha perdido de vista el origen y que aún no se ha encontrado el destino.
- Principios del diseño u organizadores visuales para mejorar el diseño accesible.
- Efecto umbral en espacios longitudinales, con marcadores a través de secuencias, para evitar alteraciones visuales y emocionales.
- Efectos visuales orientadores a través de la agrupación-segregación, importante fenómeno de la percepción.
- Referencias-inferencias con la semántica de las formas.
- Principios de la tecnología: deben incrementar capacidades
- Apoyar la autonomía, sin restar capacidades, apoyándolas para incrementar habilidades no sustituirlas.

#### Aprehensión cognitiva
Se define el concepto de aprehensión cognitiva en la página 225 de la edición de 2014, que no está incluido en Requisitos DALCO. NORMA UNE 170001-2017:
"El diseño de los entornos, espacios y servicios públicos (y privados de uso y disfrute público) debe ser comprensible por todas las personas usuarias, con independencia de sus capacidades. Deben facilitar la orientación para su uso y aprovechamiento. Las señales y elementos gráficos son apoyos importantes, pero complementarios del diseño espacial".
En 2016 y sobre la base de los avances conseguidos se publica la segunda edición del libro digital “Accesibilidad Cognitiva, Modelo para diseñar espacios accesibles”. Se incorporan proyectos ya ejecutados e intervenciones en congresos y universidades con aulas inclusivas en las que participan personas con discapacidades intelectuales o del desarrollo.
Centros ocupacionales de organizaciones de personas con diversidad: Afanias en Madrid, SOI Cartagena (Cartagena, Murcia) y el Centro Público de enseñanza especial CPEE de Alcalá de Henares, trabajan con el modelo y la metodología participativa en evaluación de entornos y edificios. Se agrega un glosario creado por los propios usuarios.

#### Metodología participativa y guía de capacitación
De las publicaciones anteriores nace una nueva metodología en texto comprensible para la evaluación de entornos y edificios. Se trata de experiencias prácticas inclusivas participando personas con discapacidades intelectuales o del desarrollo capacitadas para diseñar y evaluar espacios, con información comprensible de texto, gráfica y experimental.
Registro general de la Propiedad Intelectual. Asiento registral: 16/2015/3448. Fecha de divulgación 1/3/2014 según consta en RPI.
Con esta metodología se arriba a tres resultados convergentes:
- Se diseñan espacios accesibles, amigables y comprensibles.

- Se logra que las personas con discapacidades intelectuales o del desarrollo desarrollen unas capacidades especiales para comprender y evaluar los problemas y barreras del espacio.
- La inclusión en ámbitos sociales, universitarios y empresariales genera cambios, tanto en las personas que hacen las evaluaciones como en los técnicos y personas que participan en las experiencias.

Para poder trabajar las capacidades con las personas con diversidad se elabora y publica el libro Guía de capacitación en accesibilidad cognitiva para personas con diversidad funcional (Afanias, 2016), guía elaborada a partir del modelo y metodología participativa para que personas con discapacidades intelectuales o del desarrollo puedan apoyar a técnicos en accesibilidad universal en los componentes cognitivos de la evaluación de entornos y edificios. Esta publicación es un antecedente a futuras publicaciones sobre la necesidad de diseñar pensando en un lenguaje comprensible de espacios, entornos y edificios.

#### Metodología participativa, claves científicas para fortalecer el rol del evaluador
La metodología participativa que forma parte sistémica del modelo para diseñar y el trabajo con la guía de formación ha generado experiencias de tipo conceptual y experimental que se utilizan para saber por qué y cómo funcionan las personas con diversidad en su rol de evaluadores. La publicación Evaluación de la accesibilidad cognitiva. Claves científicas para fortalecer el rol de evaluador con diversidad funcional, editada por La Ciudad Accesible Granada, llena este espacio de conocimiento e investigación y abre las puertas para reflexionar sobre la colaboración entre grupos de investigación, de trabajo experimental y de debate.
El texto promueve el vínculo entre las ciencias sociales y aquellas que en los últimos años han logrado éxitos que comenzaron a tener evidencias a mediados del siglo pasado y descubrimientos en el siglo XXI: la psicobiología, la neurociencia, la neuroingeniería, esta última un apoyo tecnológico insustituible, y la neuropsicología cognitiva, una rama de la psicología que se adentra en las relaciones entre las diversas estructuras y funciones cerebrales con procesos psicológicos específicos: GPS Cerebral (Premios Nobel 2014) y Neurona de Jennifer Anniston (Rodrigo Quian Quiroga).
Incluye innovaciones que el ambiente y la arquitectura aportan para promover el ajuste entre las actividades humanas, las formas —su significado— y sus relaciones para mejorar el comportamiento de las personas, facilitando su posicionamiento y orientación espacial. Está incluido como recurso de Naciones Unidas en la página de ENABLE, sección ISSUES y posición Accesibility.

### Accesibilidad cognitiva en entornos urbanos
En 2016 se publica el libro Innovaciones en accesibilidad cognitiva. Espacios que hablan a las personas. Este libro, último de la colección Democratizando la accesibilidad de la editorial, se centra en el espacio colectivo donde se dan el mayor número de relaciones humanas: el hábitat urbano. Desglosa sistemáticamente los elementos que pueden ser atributos de la organización y del orden urbano y crea un protocolo (la secuencia) en la línea de los textos anteriores de la autora para analizar y diseñar entornos urbanos, ambientales y seguros. Define y construye de manera teórica y experimental la Seguridad Espacial Cognitiva (SEC) para su aplicación a una norma o al Código Técnico por quienes sean competentes.
Sin olvidar a los investigadores que en el siglo XX crearon escuela y lenguaje para la comunicación en las ciudades, el libro desarrolla un protocolo para el análisis, diagnóstico y diseño basado en los textos anteriores y nuevas aportaciones en materia de lenguaje de formas y relaciones humanas y urbanas.

### Avances en accesibilidad cognitiva. Aprendizaje, orientación e imaginación espacial.
En octubre de 2016 se publica este libro que encara los temas de orientación como proceso sistémico que se desarrolla a partir de las capacidades cognitivas, la memoria y funciones ejecutivas del cerebro. Se adquiere a través del aprendizaje y el método participativo contribuye a su desarrollo y sostenimiento.
Desarrolla la hipótesis de que “la identificación y el aprendizaje de conceptos espaciales relacionados mediante un método que organiza ajustes, desajustes y fracturas, mejora la capacidad de la persona para orientarse ya que puede interpretar y dilucidar, a través de una estructura continua y lógica, situaciones que diariamente se presentan como problemáticas e inseguras”. (Incluye protocolos para trabajos de campo con Registro de Propiedad Intelectual en trámite)
Más allá de la importancia que tiene el método para cada persona como usuaria, una vez aprendido toma un rumbo social, cuando ella se convierte en transmisora -emisora- de sus experiencias en esta materia. Y su valor añadido es personal nuevamente, ya que cada vez que se realizan estos intercambios su memoria los reproduce, reafirma y enriquece para mejorar también su movilidad y autonomía.

### Índice de accesibilidad cognitiva
La publicación del Índice de accesibilidad cognitiva avanza en contenidos dimensionales cuantitativos y otros cualitativos para diseñar espacios accesibles en base a metodologías que se han experimentado en la práctica y sustentadas por teorías sobre funcionamiento cerebral.

### Publicaciones generalistas
Plena Inclusión Madrid (antes FEAPS) publica la Guía de Recomendaciones en Accesibilidad cognitiva. Se identificaron los diferentes medios con los que cuenta la persona a la hora de conseguir información para aquello que desea o quiere hacer, siendo Internet, el teléfono o la atención personalizada, los principales canales del proceso. Estos medios de ofrecer información fueron los primeros en analizarse y aparecen en esta guía bajo el título Recomendaciones Generales.
El proceso que continúa la persona con discapacidad, una vez obtenida la información sobre el papeleo, medios de transporte, destino, horarios, etc., es el del desplazamiento. En este sentido el grupo analizó las barreras en el transporte, en la orientación en vía pública y en la edificación, y el resultado del análisis se incorporó también en el título Recomendaciones Generales. Por último, se identificaron diferentes ámbitos educativos, de ocio, sanitarios o en la vivienda, en los que además de recomendaciones generales ya incorporadas, se apreciaban otras más específicas. Estos ámbitos están recogidos en el capítulo de Recomendaciones para Entornos Específicos.
CEAPAT elabora y difunde un documento sobre "Tecnología de apoyo y accesibilidad cognitiva: de la autonomía a la participación" que incluye a organizaciones interesadas en la materia.

## Formación y difusión

### Hábitat
Un marco teórico, conceptos propios y una metodología de diseño inclusiva ha permitido incluir un módulo sobre esta materia en ámbitos profesionales y universitarios que forman a estudiantes y profesionales a partir de las innovaciones, materiales y publicaciones existentes. Se trata de cursos en asignaturas de grado en universidades que incorporan en sus programas sobre accesibilidad universal un módulo cognitivo: UPCT, UPM, Universidad de Alcalá y EIA de La Ciudad Accesible). La Salle se incluirá a partir de 2017 en este grupo de universidades que investiga por la inclusión a partir de la creación de un hábitat accesible.
Esta formación es innovadora; en materia teórica lo hace a través del modelo para diseñar espacios accesibles, y desde una perspectiva inclusiva, experimental y social las universidades abren sus puertas para que personas con discapacidades intelectuales o del desarrollo trabajen conjuntamente con los profesores y estudiantes en esta materia, evaluando la comprensibilidad de entornos y edificios cercanos a ellos o los edificios de las universidades.
Otras universidades interesadas en esta materia para que de manera transversal forme parte de la Accesibilidad Universal son la URJC de Madrid y otras que aún no han consolidado sus propuestas pero están en la línea de la anterior.
La formación de personas con diversidad funcional para asumir el rol de evaluador (y diseño) se lleva a cabo a través de diferentes líneas de trabajo: con la metodología inclusiva derivada del modelo para diseñar (formato AFANIAS). O de manera más abierta sin recurrir a una estructura o modelo anterior previsto (otras organizaciones que hacen evaluaciones).

## Congresos y jornadas
- VII Congreso Síndrome de Down. Fundación Tigre para la Inclusión. El Tigre. Buenos Aires (mayo de 2015).[40]
- Congreso enfoques innovadores en accesibilidad,  Huelva. Universidad de Huelva (20, 21 y 22 de noviembre de 2014).[41]
- Congreso Internacional de Salud Mental organizado por la Asociación Internacional de Salud Mental (International Federation for Mental Health).  Buenos Aires (agosto de 2013).[42]
- Jornadas “Accesibilidad cognitiva en edificios públicos, espacios abiertos y transporte. Entornos comprensibles para todas las personas". CEAPAT (octubre de 2013).[43]
- Jornadas accesibilidad cognitiva de Plena Inclusión Madrid (abril de 2016).[44]
- 29 de septiembre de 2016, ASPRODES, Salamanca.[45]
- Seminario 5 Accesibilidad - CSIC- Eduardo Torroja. 11 de octubre de 2016.
- Primer encuentro de Prácticas admirables de Plena Inclusión.[46]
- Afanias. Plena Inclusión, Prácticas Admirables de Plena Inclusión. 13 de octubre de 2016.[47]
- Universidad de Navarra. Escuela de Arquitectura. 16 de noviembre de 2016.[48]
- Presentación del libro "Avances en accesibilidad cognitiva. Aprendizaje, orientación e imaginación espacial" en la UCM, Facultad de Terapia Ocupacional.
- Presentación de Espacio Fácil.[49]
- Jornada accesibilidad y diseño universal. Inclusión social de la mujer con discapacidad.[50] 20 de abril de 2017, 10: 30 horas. Facultad de Trabajo Social Aula 309. Campus de Somosaguas. 28223 Madrid.
- Jornadas de Patrimonio. Universidad de Valladolid. ETSAV. Accesibilidad cognitiva y patrimonio.
- Jornada Accesibilidad cognitiva. 31 de mayo de 2017. Madrid sin barreras. MADRINC. Universidad Carlos III. Instituto de Derechos Humanos Bartolomé de las Casas.[51]
- Congreso de Seúl. Unión Internacional de Arquitectos. Exposición de paneles desde el 3 al 7 de septiembre de 2017. Presentación de la Investigación sobre Accesibilidad Cognitiva el 6 de septiembre de 2017.[52]
- Congreso Estatal de Accesibilidad Cognitiva. "Queremos comprender el mundo". Plena inclusión y Plena inclusión Extremadura. Cáceres 19 y 20 de octubre de 2017.[53]
- Espacio Fácil. Presentación en el CSIC Instituto Torroja de la Construcción.[54]

## Empleo y diversidad
El rol del evaluador con diversidad funcional (cognitiva) es un nicho importante que puede modificar no solo el tipo o estilo de empleo ocupado hasta ahora: la imagen de la diversidad desde una perspectiva inclusiva, asumida por la comunidad implicada es buena para toda la sociedad.
La Cooperativa Altavoz es un ejemplo de grupo de trabajo, formación y difusión conformado por y con personas con discapacidad intelectual desde Plena inclusión. España.
SOI Cartagena: Siguiendo con la línea de la metodología participativa SOI Cartagena ha creado el "rol de evaluador" avanzando un paso más en un nicho de empleo propio. Los evaluadores, cuatro en total, han sido contratados por la organización dentro del proyecto "Red de hoteles de turismo solidario" que con subvenciones públicas y privadas lleva a cabo desde 2016 a 2017 en Cartagena y comarca.
Los evaluadores y técnicos de SOI trabajan con el modelo y sus protocolos para diseñar espacios accesibles mejorando la accesibilidad cognitiva de los hoteles intervenidos.

## Investigaciones en accesibilidad cognitiva
Proyecto de accesibilidad cognitiva que se va a desarrollar en 2017 por Afanias, Asociación para la Comprensión Fácil de Entornos y Edificios (Berta Brusilovsky Filer), Vía Célere y Universidad La Salle. Colabora CSIC. El objetivo es el de validar los indicadores de la accesibilidad cognitiva: seguridad cognitiva a través de la definición del sistema espacial de apoyos.
La Fundación Vía Célere y Afanias han firmado un convenio para, junto a la Arquitecta Berta Brusilovsky (Asociación para la Comprensión Fácil de Entornos y Edificios), el Centro de Estudios Superiores Universitarios La Salle y otros agentes del sector de la construcción, contribuir a la inclusión social de personas con discapacidades intelectuales o del desarrollo e incidir en la calidad de vida de todas las personas a través del fomento del diseño comprensible y accesible del hábitat.
El proyecto busca ampliar el conocimiento respecto a los principios, componentes e indicadores que definen la accesibilidad cognitiva, a partir del 'Modelo para Diseñar Espacios Accesibles, Espectro Cognitivo', que establece el primer método de trabajo en España para la evaluación en accesibilidad cognitiva y el diseño comprensible de entornos, edificios y servicios.
El 21 de febrero de 2017 se presentó en Madrid Espacio Fácil.
El 1 de diciembre se presentaron las conclusiones en el CSIC. Instituto Torroja de la Construcción
El ïndice de accesibilidad cognitiva se presenta el 23 de mayo  el en el CSIC. Instituto Torroja de la Construcción.

## Premios
- Honourable Mention (Mención de Honor) de la Unión Internacional de Arquitectos en los "Friendly and Inclusives Spaces Awards[67]" 2017 al Modelo para diseñar espacios accesibles, espectro cognitivo y su metodología participativa. Presentado en el Congreso UIA-Seoul 2017.
- Vía Célere y Fundación Vía Célere reciben el Premio Cinco 5 Días de RSC por el proyecto Espacio Fácil.[68]
- Vía Célere y Fundación Vía Célere reciben el Premio ASPRIMA de RSC por el proyecto Espacio Fácil.[69]
- Espacio Fácil: accesibilidad cognitiva, forma parte del grupo de organizaciones y proyectos incluidos en La Sostenibilidad Urbana de FORËTICA..[70]
- Espacio Fácil: accesibilidad cognitiva, recibe la denominación de Experiencia Admirable y se presenta en el Congreso de Accesibilidad Cognitiva de Plena Inclusión. Cáceres 19-20 de septiembre de 2017..[71]
- Afanias:[72] Prácticas Admirables de Plena inclusión (citado en nota 45).
- Buena práctica 2015. Design For All International Foundation.